# Matrimónio na Alta Idade Média da Espanha

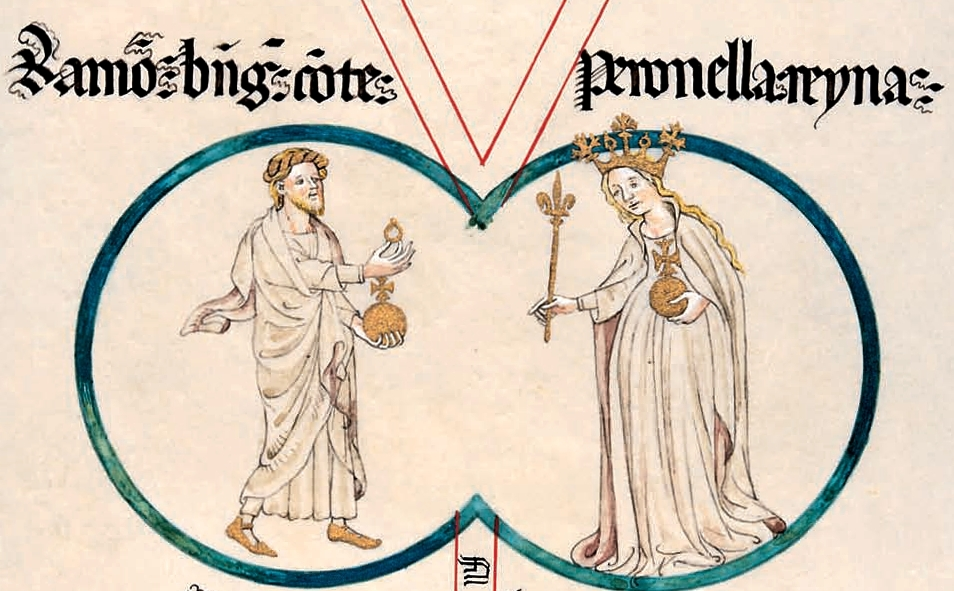
Representação do casamento do conde Raimundo Berengário IV de Barcelona e a rainha Petronila de Aragão no rolo genealógico de Poblet. Os noivados lembraram-se em 1137 e a casamento celebrou-se em 1150.

O matrimónio na Alta Idade Média da Espanha é uma instituição inspirada no direito germânico. Desenvolveu-se até ao século XII, momento em que a introdução do rito romano na sociedade cristã peninsular começou a deslocar o casamento de origem godo por uma conceção menos civil baseada em seu carácter sacramental, que seria o característico da Baixa Idade Média.
Durante a Alta Idade Média o matrimónio legal dividia-se em duas fases, os noivados e a entrega da esposa ao casamento.
O matrimónio tinha um efeito plenamente jurídico desde o contrato de noivados, que era estabelecido firmemente entre o pai da mulher e o marido, e se lembrava sem necessidade de obter o consentimento da mulher ou com esta em minoria de idade. O noivo pagava uma dote que consistia na entrega de um património em terras, castelos, servos..., que na Espanha alto medieval se fixava por escrito num documento legal chamado «carta de arras».
O casamento culminava o matrimónio alto medieval e nela a mulher saía da casa paterna para habitar na do marido (traditio puellae), uma vez cumprida a idade legal para jazer com ele, depois da celebração de uma cerimónia solene e um ritual feriado. O único efeito legal que tinha a entrega da esposa era que o património de heranças sobre a mulher passava do pai ao marido. Era o momento da primeira noite de matrimónio, decorrida a qual, a mulher recebia a mudança da sua virgindade um presente do marido (matutinale donum).
Existia, além do matrimónio legal, outra forma de despojar-se quando os noivos pactuavam casar sem o consentimento das famílias e sem atingir o acordo jurídico estabelecido pelos noivados: o «casamento a juras» (noivo) ou «casamento a furto» (à escondidas da autoridade paterna). Tinha efeito com o simples consentimento mútuo ante uma testemunha, a ser possível clérigo. Neste caso o pai continuava possuindo o património de herança legal da filha.
Foi também habitual uma união entre pessoas sem matrimónio pelo que as duas partes co-habitaram em concubinato, o qual não excluía totalmente certos direitos de herança para a mulher e para os filhos do casamento, sem que chegasse a se considerar um concubinato de nula validade legal.

## Matrimónio legítimo
O primeiro destes, o Vertragsehe, estabelecia um acordo jurídico entre o contraente e o pai ou o património de herança da mulher, que constava de dois atos de direito: noivados (Verlobung ou desponsatio) e matrimónio, depois da que a mulher se entregava e passava a habitar a casa do marido (Trauung ou traditio puellae).

### Noivados
Denominado Verlobung ou desponsatio. Era o momento no que se estabelecia o acordo jurídico, mediante um pacto contratual entre o pai da noiva e o marido, no que o noivo pagava uma dote (Wittum ou dos) a mudança da obtenção do património de herança sobre a mulher com a que se estava a casar. O Dote podia consistir na entrega de um património, ou a promessa de futuro de entregar com o aval de fiadores. Também podia se atrasar a dote a uma entrega depois da celebração da segunda fase do matrimónio legítimo: o casamento.
Esta dotação na Espanha alto medieval recebeu o nome de «arras», e fixava-se por escrito num documento legal chamado «carta de arras». Nesta carta de arras confluíram duas instituições jurídicas: a dote germânica e a doação pré-nupcial do casamento romano e, em ocasiões, também a doação matutino do esposo. Pelas arras a mulher recebia em propriedade um património que incluía bens móveis e imóveis (terras, castelos, servos, patrimónios...), cuja quantia variou com o tempo e as circunstâncias. A mulher que se casava mediante acordos de noivado, carta de arras e bênção sacerdotal se chamou com o tempo «mulher arrada», «mulher velada» (uxor velata, com termo procedente da missa de velas) ou «mulher de bênção» (uxor de benedictione).

### Matrimónio
O matrimónio ou entrega da mulher (Trauung ou traditio puellae). Com a mulher em idade de procriar, celebrava-se o matrimónio com uma cerimónia solene depois da que se dispunham banquetes, se convocavam festas e a mulher passava, finalmente, da casa paterna à do marido, ao igual que sucedia com a idade legal. Depois dela se procedia ao ritual da entrega ao marido por parte do seu pai e parentela. Já co-habitando a casa do esposo a mulher, depois da primeira noite de matrimónio a mulher recebia a mudança de sua virgindade um presente do marido pela manhã (matutinale donum). A partir dos séculos XII e XIII, este rito será capitalizado pela Igreja católica: a entrega da esposa fá-se-ia primeiro a um sacerdote, e com sua mediação celebrar-se-á o matrimónio e a missa de velas, para terminar com a bênção sacerdotal, que num princípio único significou a consagração eclesial de uma celebração da união que não tinha validade jurídica alguma no matrimónio, cujos efeitos legais se derivavam só do contrato de noivados. No entanto, ao longo da Baixa Idade Média a Igreja foi convertendo o matrimónio numa instituição puramente eclesiástica e o matrimónio num rito católico sacramental, que fundamentava o matrimónio único no consentimento dos contraentes e que tinha a sua raiz na chamada pela Igreja «graça sacramental». Em todo o caso, para a Igreja o matrimónio foi legítimo tanto no que se compunha de fase de noivados e entrega da esposa, e acordo jurídico com efeito de mudança do património de herança do pai ao marido, como no caso do de mútuo consentimento dos esposos, ainda que neste último caso, a validade civil do matrimónio podia ser nula. Ao igual que sucedia no direito germânico, as filhas casadas recebiam da sua família no matrimónio uma dotação de roupas, joias, móveis e objetos de uso pessoal: o axuvar ou enxoval (voz procedente do árabe «al as-huwar», que significava ‘móveis de menagem’.

## Matrimónio ilegítimo por mútuo consentimento
Era habitual nos casos em que os contraentes não tinham conseguido obter o consentimento da família da mulher, em cujo caso os esposos se prometiam matrimónio ante testemunhas (preferencialmente um clérigo), sem mais necessidade que a palavra mútua de se casar. Não tinha, neste caso, noivados nem acordo jurídico algum com a família do pai da noiva, que não perdia o património de herança, nem cerimónia alguma. Por isso recebeu o nome de «casamento a juras» (noivo) ou «casamento furtivo» (às escondidas). Também sem o marido, por tanto, entregava dote alguma, ainda que sim a doação da manhã. O símbolo da promessa, com o tempo, constituiu-o o anel de noivados. Este foi o ato que, posteriormente, a igreja católica adotou como elemento definitório da união matrimonial sacramental, em prejuízo do acordo de noivados, que era o elemento válido a todos os efeitos no casamento alto medieval legal.

## Barragana
Foi também usual uma união entre pessoas sem matrimónio ou casamento, pelo que as duas partes, fundando na palavra ou promessa de fidelidade, acediam a certos direitos de herança para a mulher e os filhos do matrimónio, sem que chegasse a se considerar um concubinato de nula validade legal. Era habitual entre os clérigos. A mulher que co-habitava com esta condição com um homem recebia o nome de «barragana», documentado desde o século XI.